# Dicrossus warzeli
Dicrossus warzeli är en fiskart som beskrevs av Römer, Hahn och Vergara 2010. Dicrossus warzeli ingår i släktet Dicrossus och familjen Cichlidae. Inga underarter finns listade i Catalogue of Life.